# 천안용곡중학교
천안용곡중학교(天安龍谷中學校)는 대한민국 충청남도 천안시 동남구 용곡동에 있는 공립 중학교이다.

## 학교 연혁
- 2004년 8월 12일 : 천안용곡중학교 설립인가(36학급)
- 2006년 3월 1일 : 제1대 오병률 교장 취임
- 2006년 3월 4일 : 제1회 입학식(459명)
- 2006년 3월 4일 : 특수학급 1학급 인가
- 2006년 4월 27일 : 천안용곡중학교 개교식
- 2025년 1월 8일 : 제17회 졸업식(389명)
- 2025년 3월 1일 : 제9대 윤여량 교장 부임
- 2025년 3월 4일 : 제20회 입학식(370명)

## 참고 자료
- 천안용곡중학교 - 한국교육학술정보원 학교알리미